# Ресурси і запаси заліза
Ресурси і запаси заліза (рос. ресурсы и запасы железа, англ. iron resources and reserves, нім. Ressourcen f pl und Vorräte m pl an Eisen).

## Загальна характеристика

Поклади залізняку відомі більш ніж в 130 країнах. За російськими джерелами (ГНПП «Аэрогеология»), в кінці ХХ ст. (1998) сума виявлених і прогнозних ресурсів світу оцінюється в 1424 млрд т. За даними Геологічної служби США на кінець 2021 р. ця цифра оцінюється у ≈800 млрд американських тонн руди, з яких можна отримати ≈230 млрд американських тонн заліза. Із них в надрах Америки знаходиться 31,5 %, Європи — 30,4 %, Азії — 16,3 %, Австралії і Океанії — 12,3 % і Африки — 9,5 %. Найбільшими ресурсами залізняку володіють: Росія — 264 млрд т, Бразилія — 200 млрд т, Австралія — 165 млрд т, США — 110 млрд т, Індія — 100 млрд т, Канада — 100 млрд т, КНР — 90 млрд т. Загальні запаси залізняку відомі в 95 країнах. Вони становлять 302,3 млрд т, в тому числі підтверджені — 172,9 млрд т (57,2 % загальних).
Великі підтверджені запаси (понад 3 млрд т) мають в своєму розпорядженні 11 країн: Росія, Канада, Бразилія, КНР, Україна, Австралія, США, Казахстан, Індія, ПАР, Швеція. Їх сумарна частка в світових підтверджених запасах становить 79,7 % (170,1 млрд т).
Розподіл розвіданих запасів заліза між країнами світу за українськими джерелами (ж-л «Мінеральні ресурси України», 2000 р.) інший (рис.)
Понад 71 % підтверджених запасів заліза пов'язано з метаморфогенними родовищами магнетит-гематитових руд у докембрійських кварцитах і сланцях. У більшості своїй вони локалізуються у великих залізорудних басейнах. Родовища цього типу розвідані в Україні, Індії, Росії, Австралії, ПАР, Габоні, Ґвінеї, Канаді, США, Венесуелі, Бразилії.
У родовищах гідроґетит-шамозит-сидеритових руд міститься 11,4 % світових підтверджених запасів. Родовища цього типу поширені в Україні, Казахстані, Росії, КНР, Австралії, в країнах Західної і Східної Європи, на території Північної Африки і США.
На контактово-метасоматичні і гідротермально-метасоматичні родовища залізняку припадає 7,3 % світових підтверджених запасів. Найбільш великі з них відомі в Росії, Казахстані, Туреччині, Ірані та інших країнах Азії і Африки, а також у США, Перу і Чилі.
Родовища магматогенних апатит-магнетитових та ільменіт-титаномагнетитових руд, що містять 6.5 % світових підтверджених запасів, відомі в країнах Європи і Півд. Африки. Найбільші розвідані в Росії, Швеції, Танзанії, Уганді і ПАР.

## По країнах
Росія. За загальними і підтвердженими запасами залізняку на першому місці у світі стоїть Росія. Тут знаходиться 192 родовища, з них 172 — з балансовими запасами. До власне залізорудних належать 187 родовищ. Із загальної кількості розвіданих запасів 7,6 млрд т (13,4 % всіх запасів категорій А+В+С1) представлені рудами, що містять у середньому 60-65 % заліза. Ці руди можуть бути використані промисловістю без збагачення. На руди, що вимагають простих схем збагачення (магнітна сепарація), припадає 45,7 млрд т (80,3 %), і тільки 3,6 млрд т (6,3 %) руд вимагають збагачення із застосуванням відносно складних технологій. Балансові запаси Росії, за станом на 1998 р., складають: категорій А+В+С1 — 56,8 млрд т, категорії С2 — 43,8 млрд т. На площі країни, в межах шести її географо-економічних регіонів, вони розподілені нерівномірно. У Північному регіоні підтверджені запаси становлять 2,6 млрд т, або 4,6 % розвіданих запасів залізняку країни. У Центрально-Чорноземному регіоні на 19 родовищах зосереджено 59,5 % сумарних підтверджених запасів (33,8 млрд т) залізняку Росії. Майже всі вони (99,9 % запасів регіону) знаходяться в межах Курської магнітної аномалії (КМА).
З цієї кількості розвіданих запасів 20,8 % складають багаті мартит-гідрогематитові і сидерит-мартитові руди, що не вимагають збагачення, 72,5 % — магнетитові кварцити (у тому числі 8,5 % — окиснені). Експлуатація всіх родовищ, за винятком родов. Коробковського, проводиться відкритим способом. На Уральський регіон припадає 15,8 % підтверджених запасів (9,0 млрд т) в 74 родовищах. Приблизно 90 % розвіданих запасів знаходиться в титаномагнетитових і скарново-магнетитових родовищах з легкозбагачуваними, але бідними (75,3 % запасів — з вмістом заліза в рудах до 16,7 %) титаномагнетитовими рудами з ванадієм.
Бл. 9 % розвіданих руд вимагають комплексної технології збагачення. Питома вага відкритого видобутку залізняку на Уралі становить 70 %. У Західно-Сибірському і Східно-Сибірському регіонах зосереджено, відповідно, 3,3 % (1,8 млрд т) і 9,0 % (5,1 млрд т) російських розвіданих запасів. У Західному Сибіру розвідано 13 родовищ скарнового типу. Залізняк в основному магнетитовий і напівмагнетитовий, із вмістом заліза від 20-50 %, добре збагачується методом магнітної сепарації. Частина руд Таштагольського родовища використовується як доменна руда без збагачення. Значна частина залізняку в регіоні добувається підземним способом. У Східно-Сибірському регіоні є сім залізорудних і 39 родовищ з балансовими запасами залізняку.
Понад третина розвіданих запасів представлена легкозбагачуваними скарново-магнетитовими рудами і магнетитовими кварцитами. Експлуатація родовищ ведеться відкритим і підземним способами. У Далекосхідному регіоні укладено 7,8 % (4,5 млрд т) розвіданих запасів залізняку Росії. Відомо 14 родовищ з розвіданими запасами залізняку, які знаходяться в чотирьох залізорудних районах. Родовища перебувають в резерві.
У Австралії переважна частина загальних і підтверджених запасів залізняку локалізується в межах залізорудного басейну Хамерслі (штат Західна Австралія). Тут переважають гематитові руди в залізистих кварцитах, що зазнали збагачення в результаті гіпергенних процесів. Середній вміст заліза в них варіює від 64,2 % до 67 %, а на деяких ділянках руди представлені чистим гематитом — заліза тут до 70 %. Внаслідок вивітрювання і подальшого перевідкладення залізистих кварцитів і гематитових руд утворилися гематитові конґломерати. Вміст заліза в них досягає 60 %. Великий практичний інтерес являють лімонітові пізолітові руди. Вони складаються з лімоніту, ґетиту і невеликої кількості гематиту. Вміст заліза в цьому типі руд — 53,0-56,5 %. Руди всіх родовищ Австралії розробляються відкритим способом, не збагачуються.
В Україні — за матеріалами Державного інформаційного геологічного фонду запаси категорій А+В+С1, що не розробляються, оцінюються в 26,1 млрд т, а категорії С2 — в 4,3 млрд т; запаси категорій А+В+С1, що розробляються, становлять 17,7 млрд т, категорії С2 — 2,7 млрд т. Усього в країні розвідано 53 родовища залізняку, розробляється 30 (58,6 % розвіданих запасів, 2006 р.); діють 18 шахт і 11 кар'єрів. Основна частина запасів зосереджена в межах Криворізького басейну. Серед руд родовищ цього басейну виділяються багаті (магнетитові і гематит-магнетитові з середнім вмістом заліза 58,1 %) і бідні (залізисті кварцити із середнім вмістом заліза 33,3 %). Розробляються родовища в Полтавській, Дніпропетровській і Запорізькій областях, до 1992 року використовувалися також «табачні» руди Керченського басейну.
Основним промисловим типом є багаті мартитові руди в залізистих кварцитах, а також гематитові руди і бурі залізняки. Як правило, в металургійне виробництво вони надходять без збагачення, незначна частина їх проходить магнітну сепарацію. Приблизно 75 % залізняку добувається відкритим способом і бл. 25 % — підземним.
Основними завданнями є: — розвідка і передача у промислове освоєння нових родовищ переважно окиснених кварцитів (Інгулецьке — сировинна база комбінату окислених руд) та довивчення флангів родовищ, які розробляються; — вивчення гідрогеологічних умов південної частини Кривбасу для вжиття ефективних заходів у боротьбі з водоприпливами; — довивчення вузьких зон лужного метасоматозу на залізорудних родовищах, які можуть бути джерелом видобутку скандію, ванадію або рідкісних земель; — підготовка невеликих родовищ високоякісних легкозбагачуваних магнетитових кварцитів у Кривбасі (дальні західні смуги, правобережні магнітні аномалії) та Приазов'ї.
У США значна частина видобутку залізняку проводиться на родовищах району оз. Верхнє поблизу кордону з Канадою. Більшість запасів високосортних руд (з середнім вмістом заліза 50-58 %) сьогодні вже відпрацьована. За різними оцінками, розвідані запаси низькосортних руд, що залишилися, становлять 2,6-6 млрд т. Розробка ведеться підземним і відкритим способами. Значні запаси залізняку (0,9-2 млрд т) зосереджені в родовищах Бірмінгемського району. Руди складені переважно гематитовими оолітами і в середньому містять 35 % заліза.
У Канаді основна частина запасів залізняку, пов'язаних із залізистими кварцитами, локалізується в найбільшому залізорудному районі Лабрадор-Нью-Квебек в межах Лабрадорської западини довжиною бл. 1200 км, шириною від 15 до 100 км (в середньому 60 км). У північній частині западини знаходяться родовища високосортних гематитових руд. Середній вміст у рудах заліза 50 %-61 %, мангану — 0,29-7,64 %. Переважаюча частина виявлених ресурсів залізняку зосереджена в родовищах поблизу оз. Ноб-Лейк, де смуга поширення залізистих кварцитів має довжину 130 км при ширині до 10 км. У родовищах, розташованих в південній частині западини, якість руд низька. Вміст заліза в них коливається в межах 31,4 — 37 %. Видобуток ведеться відкритим способом, збагачення руд не вимагає складних технологій.
У Бразилії найбільші родовища розвідані в штаті Мінас-Жерайс, в межах так званого «Залізорудного чотирикутника».
У КНР численні (бл. 2000) родовища залізняку розташовані в східній і південно-східній частинах країни. Рудами є залізисті кварцити. Основний рудний мінерал — магнетит, іноді з домішкою гематиту. Вміст заліза в залізистих кварцитах в середньому 31-34 %, в багатих рудах — до 50-60 %. Розробка родовищ відкрита. За оцінками фахівців, бл. 1700 залізорудних родовищ у країні не підлягає освоєнню через низький вміст заліза (в середньому бл. 32 %) і високі вмісти шкідливих домішок — алюмінію і фосфору в рудах.
У Казахстані — за станом на 1991 р., було враховано 8,8 млрд т залізняку категорій А+В+С1 і 16,6 млрд т категорії С2. 55,7 % всіх розвіданих запасів країни — легкозбагачувані магнетитові руди. Вони зосереджені в унікальних родовищах скарново-магнетитового типу.
У ПАР переважаюча кількість запасів залізняку пов'язана із залізистими кварцитами. Значні запаси залізняку укладені в комплексних рудах.
У Швеції базою залізорудної промисловості є родовища магматогенних апатит-магнетитових руд. Середній вміст заліза в рудах — 51 %. Руди середньої збагачуваності. Видобуток ведеться підземним способом.